# CORDIS
CORDIS (Community Research and Development Information Service, en español Servicio de información para la comunidad de investigación y desarrollo) es la principal fuente de la Comisión Europea sobre los resultados de los proyectos financiados por los programas marco de investigación e innovación de la UE.
Los principales objetivos de CORDIS son los siguientes: 
- Facilitar la participación en las actividades comunitarias en el ámbito de la investigación;
- Mejorar la utilización de los resultados en materia de investigación prestando especial atención a los principales sectores que permiten la competitividad de Europa;
- Promover la difusión del conocimiento con el fin de estimular el rendimiento de las empresas en materia de innovación, sobre todo a través de la publicación de resultados de investigación obtenidos en los sucesivos programas marco financiados por la Unión Europea, así como la aceptación social de las nuevas tecnologías.

CORDIS está gestionado por la Oficina de Publicaciones de la Unión Europea en nombre de las Direcciones Generales de investigación e innovación de la Comisión Europea, las agencias ejecutivas y las empresas comunes, con el apoyo de contratistas especializados en servicios editoriales, técnicos y de datos.